# Scottula inaequicornis
Scottula inaequicornis är en kräftdjursart som beskrevs av Georg Ossian Sars 1903. Scottula inaequicornis ingår i släktet Scottula och familjen Arietellidae. Arten har ej påträffats i Sverige. Inga underarter finns listade i Catalogue of Life.